# Мала Црна Гора
Мала Црна Гора је насеље у општини Жабљак у Црној Гори. Према попису из 2003. било је 110 становника (према попису из 1991. било је 218 становника).

## Демографија
У насељу Мала Црна Гора живи 104 пунолетна становника, а просечна старост становништва износи 52,0 година (49,0 код мушкараца и 54,7 код жена). У насељу има 51 домаћинство, а просечан број чланова по домаћинству је 2,16.
Становништво у овом насељу веома је хетерогено, а у последња три пописа, примећен је пад у броју становника.
|  |

| Демографија | Демографија | Демографија |
| Година      | Становника  | Становника  |
| ----------- | ----------- | ----------- |
|             |             |             |
|             |             |             |
|             |             |             |
|             |             |             |
| 1948.       | 354         |             |
| 1953.       | 387         |             |
| 1961.       | 391         |             |
| 1971.       | 408         |             |
| 1981.       | 311         |             |
| 1991.       | 218         | 212         |
| 2003.       | 111         | 110         |
|             |             |             |

| Етнички састав према попису из 2003.‍ | Етнички састав према попису из 2003.‍ | Етнички састав према попису из 2003.‍ | Етнички састав према попису из 2003.‍ | Етнички састав према попису из 2003.‍ |
| ------------------------------------ | ------------------------------------ | ------------------------------------ | ------------------------------------ | ------------------------------------ |
|                                      |                                      |                                      |                                      |                                      |
| Црногорци                            | Црногорци                            |                                      | 62                                   | 56,36%                               |
| Срби                                 | Срби                                 |                                      | 22                                   | 20,0%                                |
| Немци                                | Немци                                |                                      | 1                                    | 0,90%                                |
| непознато                            | непознато                            |                                      | 0                                    | 0,0%                                 |

| Година пописа     | 1948. | 1953. | 1961. | 1971. | 1981. | 1991. | 2003. |
| ----------------- | ----- | ----- | ----- | ----- | ----- | ----- | ----- |
| Број домаћинстава | 73    | 77    | 87    | 78    | 70    | 61    | 51    |

| Број чланова      | 1  | 2  | 3  | 4 | 5 | 6 | 7 | 8 | 9 | 10 и више | Просек |
| ----------------- | -- | -- | -- | - | - | - | - | - | - | --------- | ------ |
| Број домаћинстава | 51 | 18 | 22 | 1 | 6 | 3 | 1 | 0 | 0 | 0         | 0      |

| Пол    | Укупно | Неожењен/Неудата | Ожењен/Удата | Удовац/Удовица | Разведен/Разведена | Непознато |
| ------ | ------ | ---------------- | ------------ | -------------- | ------------------ | --------- |
| Мушки  | 51     | 22               | 27           | 2              | 0                  | 0         |
| Женски | 58     | 15               | 26           | 14             | 3                  | 0         |
| УКУПНО | 109    | 37               | 53           | 16             | 3                  | 0         |

| Пол    | Укупно                    | Пољопривреда, лов и шумарство | Рибарство                            | Вађење руде и камена | Прерађивачка индустрија       |
| ------ | ------------------------- | ----------------------------- | ------------------------------------ | -------------------- | ----------------------------- |
| Мушки  | 30                        | 23                            | 0                                    | 0                    | 1                             |
| Женски | 4                         | 4                             | 0                                    | 0                    | 0                             |
| УКУПНО | 34                        | 27                            | 0                                    | 0                    | 1                             |
| Пол    | Производња и снабдевање   | Грађевинарство                | Трговина                             | Хотели и ресторани   | Саобраћај, складиштење и везе |
| Мушки  | 0                         | 0                             | 0                                    | 0                    | 0                             |
| Женски | 0                         | 0                             | 0                                    | 0                    | 0                             |
| УКУПНО | 0                         | 0                             | 0                                    | 0                    | 0                             |
| Пол    | Финансијско посредовање   | Некретнине                    | Државна управа и одбрана             | Образовање           | Здравствени и социјални рад   |
| Мушки  | 0                         | 0                             | 3                                    | 0                    | 1                             |
| Женски | 0                         | 0                             | 0                                    | 0                    | 0                             |
| УКУПНО | 0                         | 0                             | 3                                    | 0                    | 1                             |
| Пол    | Остале услужне активности | Приватна домаћинства          | Екстериторијалне организације и тела | Непознато            | Непознато                     |
| Мушки  | 2                         | 0                             | 0                                    | 0                    | 0                             |
| Женски | 0                         | 0                             | 0                                    | 0                    | 0                             |
| УКУПНО | 2                         | 0                             | 0                                    | 0                    | 0                             |

## Познати мештани
- Радоје Дакић (1911-1946), комунистички револуционар, учесник Народноослободилачке борбе, председник Синдиката Југославије и народни херој Југославије;
- Спасоје Дакић (1912-1946), југословенски жандармеријски наредник и командант Челебићког батаљона Фочанске бригаде Југословенске војске у Отаџбини.
- Владимир Шипчић (1924 - 1957), припадник и најмлађи официр Југословенске војске у отаџбини.